# Max Salzmann
 (février 2016).
Le contenu est difficilement compréhensible vu les erreurs de traduction, qui sont peut-être dues à l'utilisation d'un logiciel de traduction automatique.
Pour les articles homonymes, voir Salzmann.
Max Salzmann né le 20 août 1850 à Breslau, la capitale de la province de Silésie, mort le 6 février 1897 à Brême, est un architecte prussien.
Son père était un juriste, comme advocat et dans l'administration.
Depuis son baccalauréat, Max comme conscrit participa dans la guerre franco-allemande de 1870.

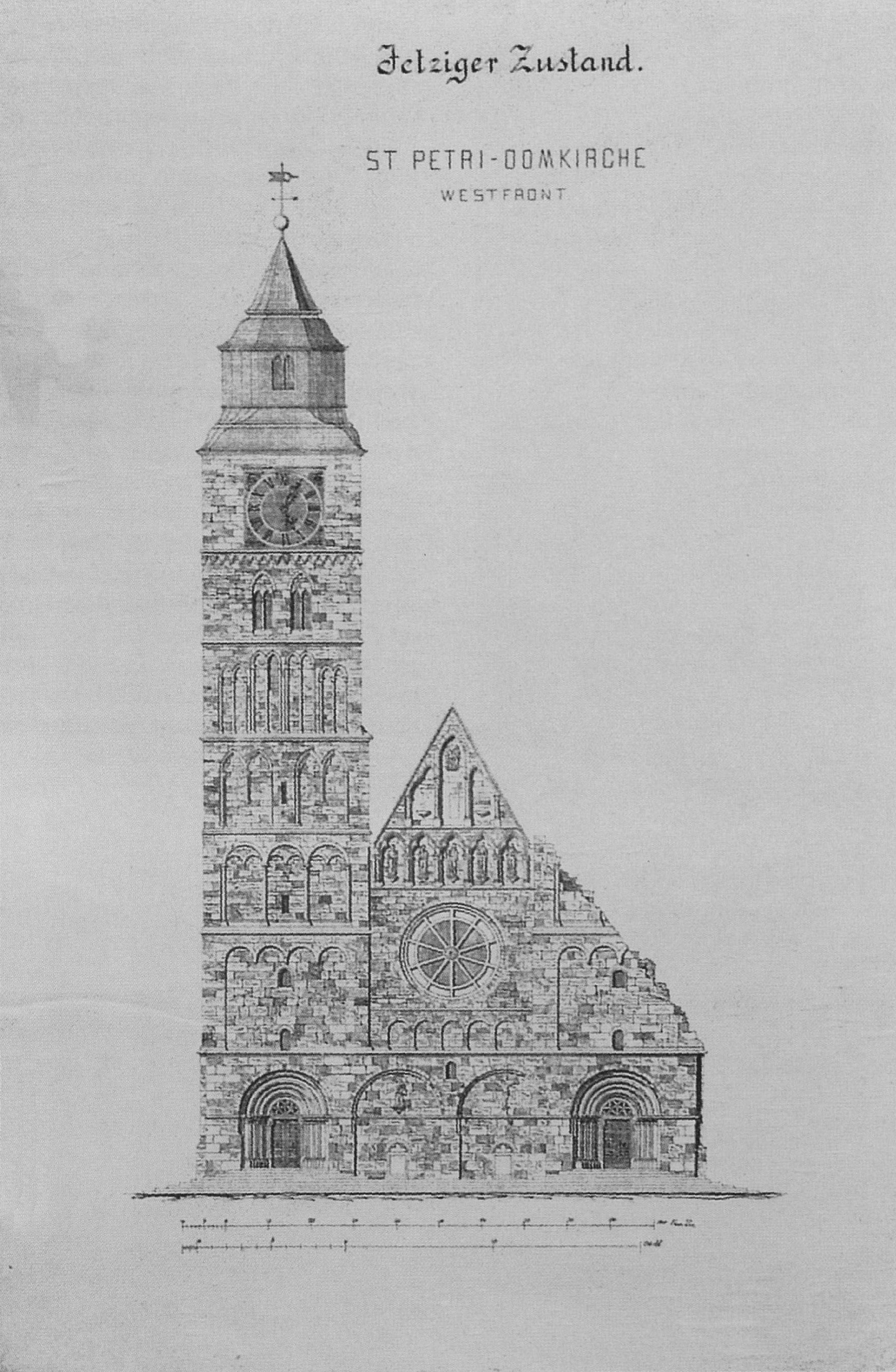
Cathédrale de Brême, documentation de la façade en 1887 pour la compétition des architectes.

De 1871 à 1874 il fait des études à l'académie d'architecture de Berlin et passe l'examen avec médaille d'argent. Depuis l’assistance en l’édification de divers bâtiments universitaires en Breslau, il gagna le second prix du concours Schinkel de la disposition monumentale et passe l'examen de l'ingénieur dirigeant.

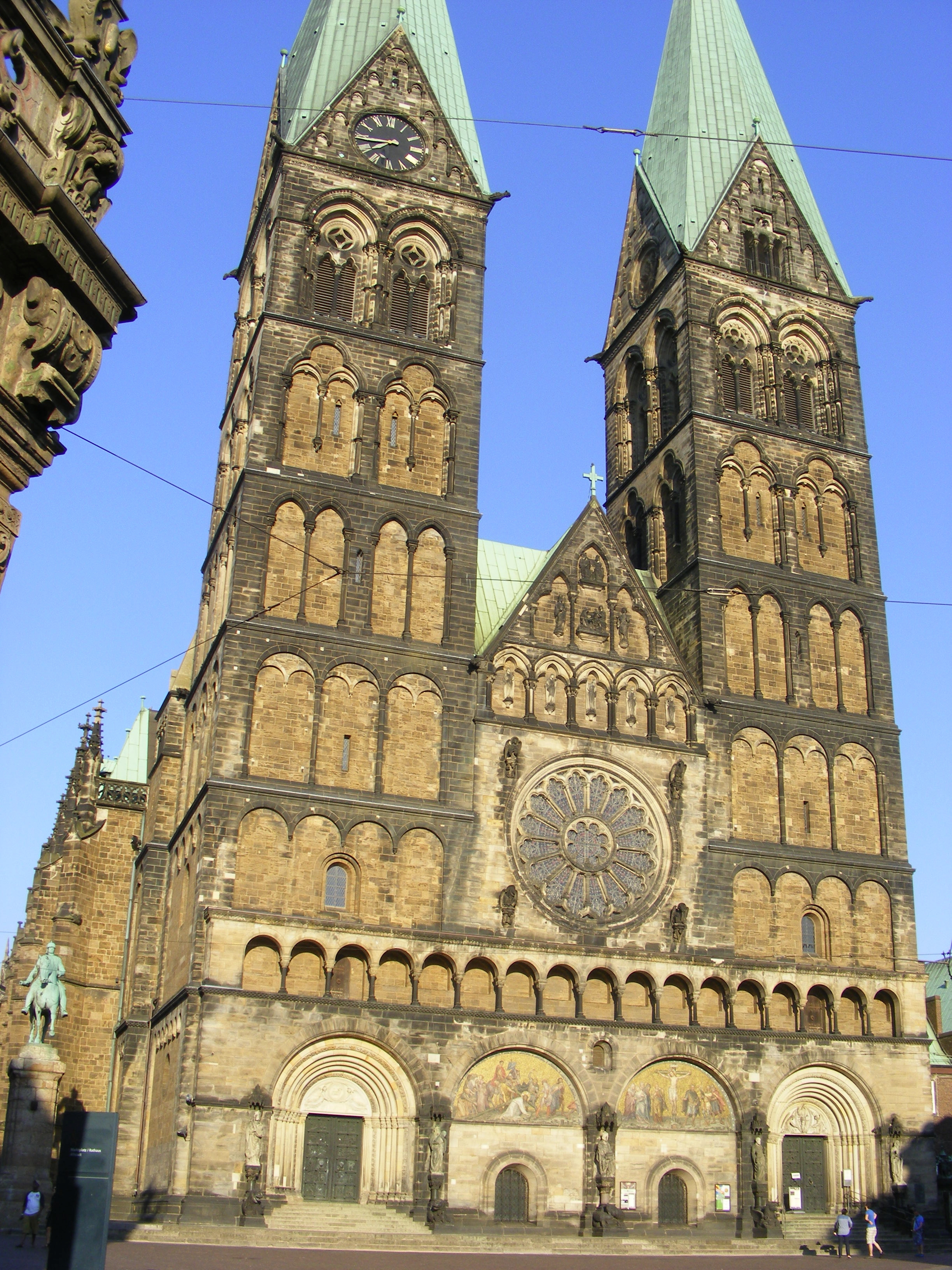
Cathédrale de Brême, façade de Salzmann.

Depuis il travailla comme assistant à l'édification du palais de la justice pénale de Berlin-Moabit (de) et dans le ministère prussien des travaux publics.
En 1879/80 il fait un voyage de formation de huit mois en Italie et dans le midi de la France.
De 1880 à 1887 il vivait autrefois en Breslau, collabora à la construction d'une cour de justice et divers édifices de la clinique universitaire et dirigea la construction d'un lycée.
En 1887 il accepte un poste d’assistance dans l'administration du district de Marienwerder (de Kwidzyn) dans la province de Prusse-Occidentale. 
De là il participa à la compétition pour la rénovation de la cathédrale de Brême et gagna la première place.

Cette reconstruction devint son œuvre principale, mais il ne peut pas voir l’accomplissement en 1901, car il meurt en 1897, à l'âge de seulement 47 ans. 
Il fait aussi le plan pour la rénovation du Schütting (de), la maison de la guilde des marchands de Brême, et construit le nouvel édifice historique de la Raths-Apotheke (pharmacie du conseil municipal) à la place du marché de Brême.